# St. Sebastian (Puch)

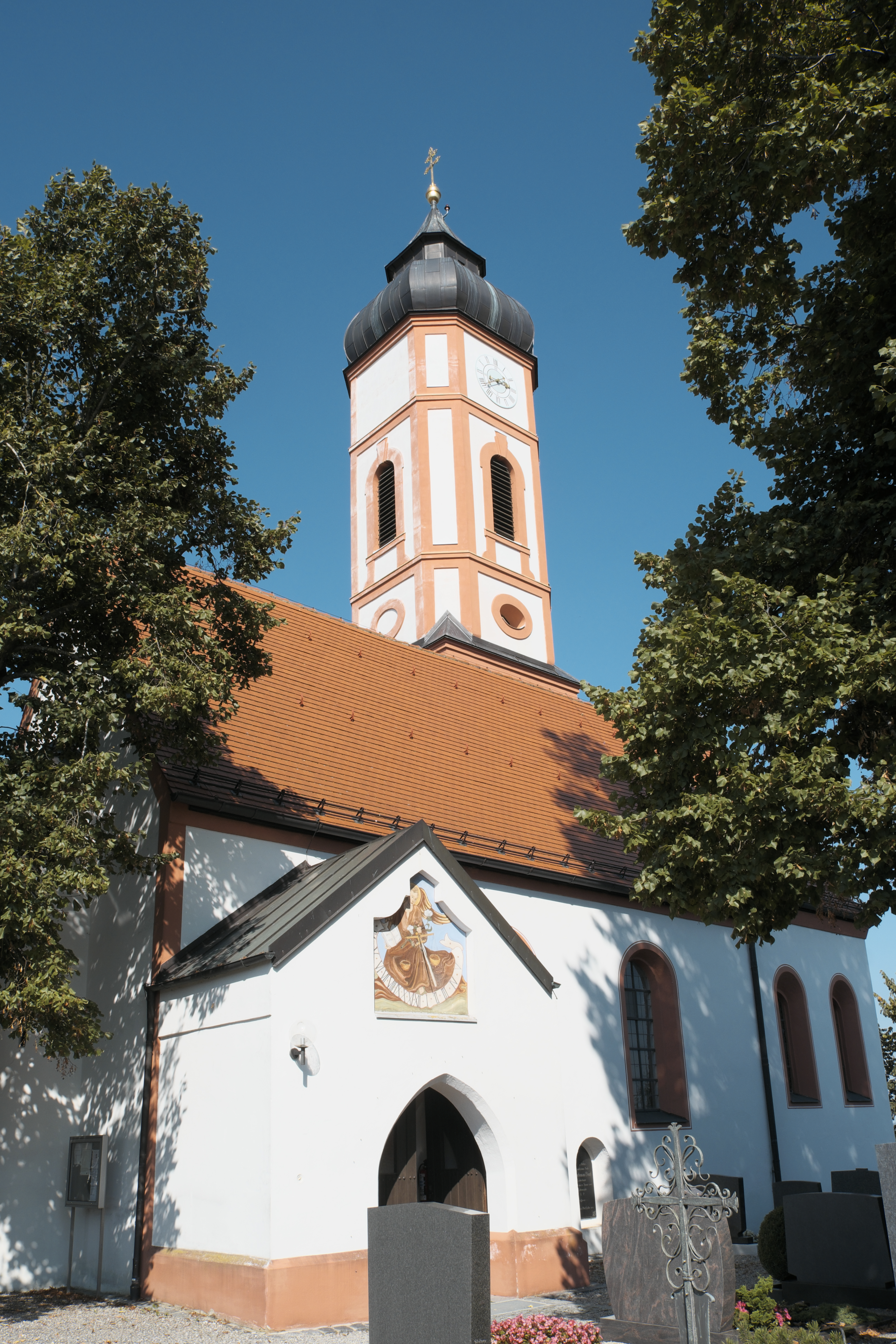
Filialkirche St. Sebastian

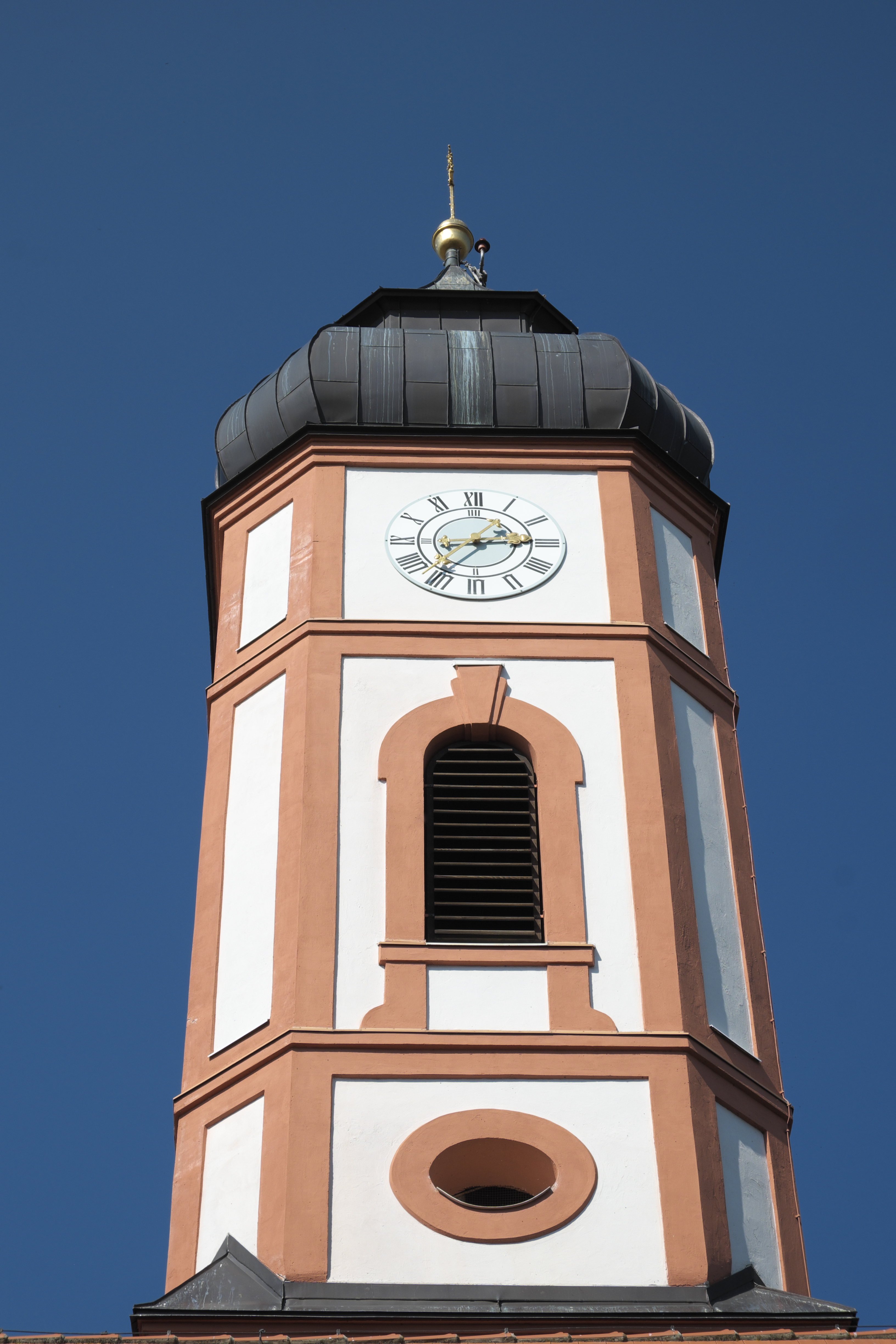
Glockenturm

Die katholische Filialkirche St. Sebastian in Puch, einem Stadtteil von Fürstenfeldbruck im gleichnamigen oberbayerischen Landkreis, wurde in der Mitte des 15. Jahrhunderts im Stil der Spätgotik errichtet und in der ersten Hälfte des 18. Jahrhunderts im Stil des Barock erneuert. Die Kirche ist dem heiligen Sebastian und der seligen Edigna von Puch geweiht, einer französischen Königstochter, die als Einsiedlerin in Puch in einer hohlen Linde, der sogenannten Edignalinde, gelebt haben soll. Die Kirche gehört zu den geschützten Baudenkmälern in Bayern.

## Geschichte

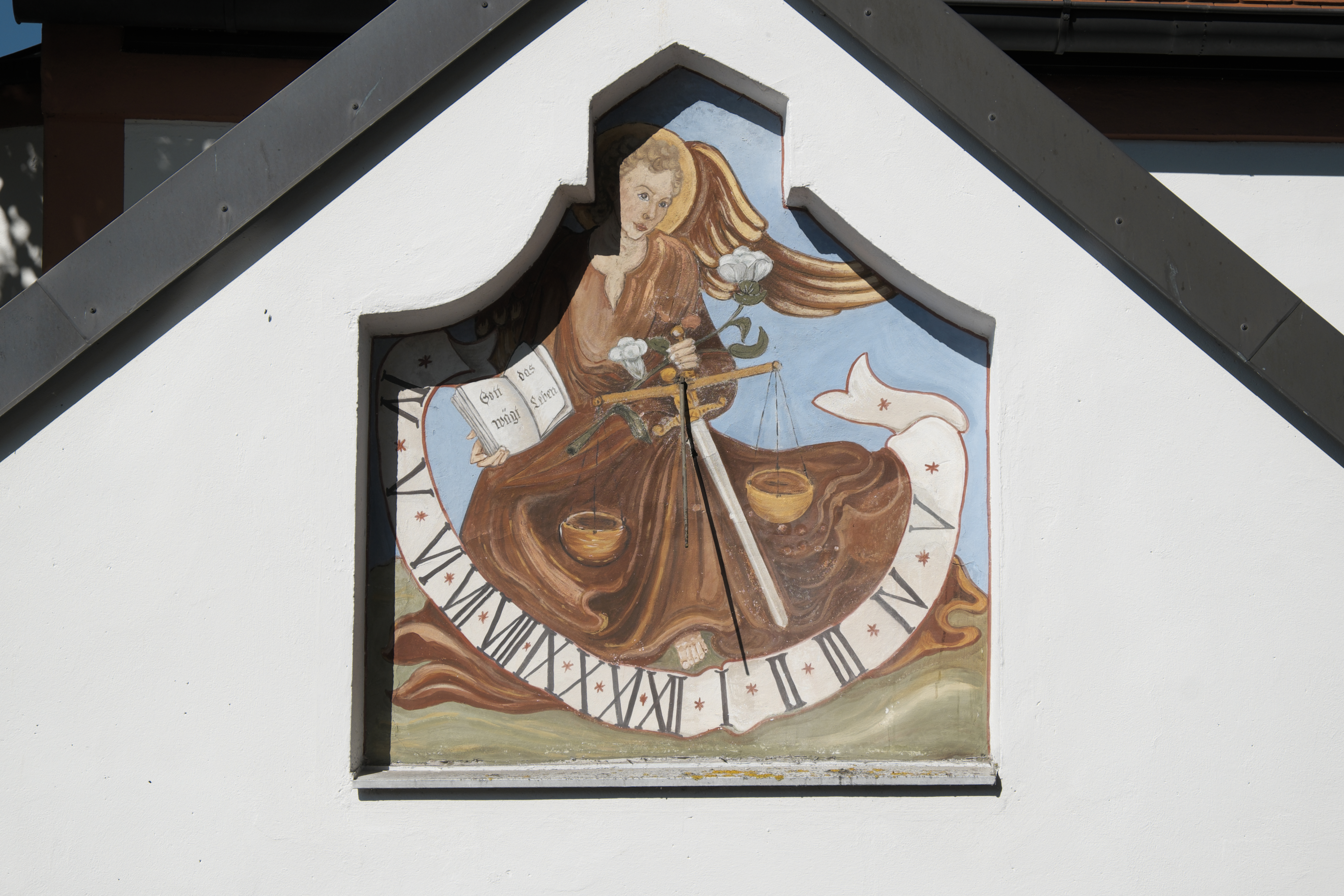
Sonnenuhr

Im Jahr 1453 fand die Weihe der Pucher Kirche statt. Zwischen 1714 und 1724 wurde das Langhaus umgestaltet und teilweise neu errichtet. 1765 wurde das Turmobergeschoss aufgebaut und im Jahr 1920 die Turmspitze erneuert.

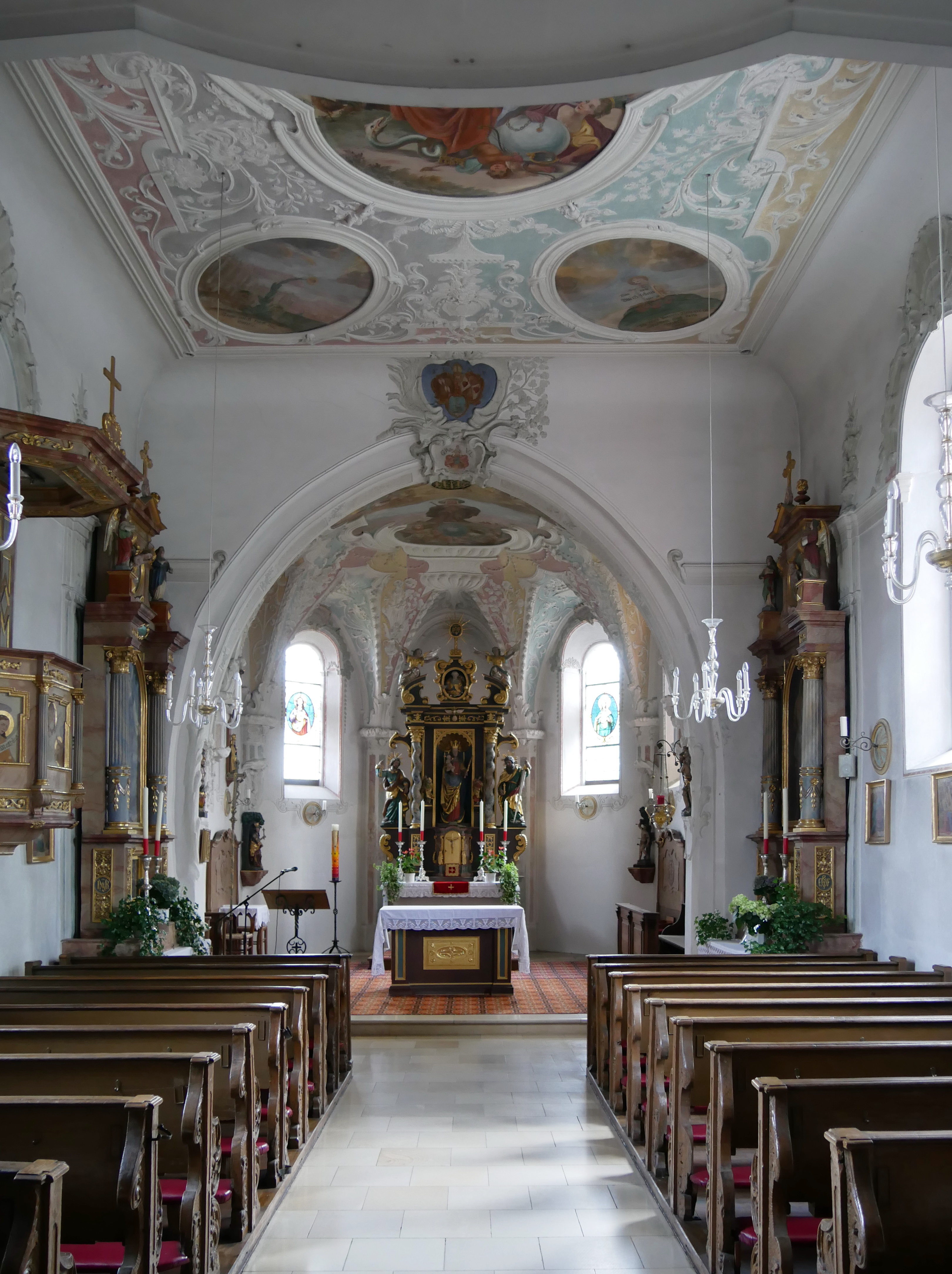
Innenansicht

## Architektur
Im nördlichen Chorwinkel steht der Glockenturm, dessen Untergeschoss – wie auch das Vorzeichen mit seinem Sterngewölbe – noch aus der Gotik stammt. Das einschiffige Langhaus ist flachgedeckt und wird durch Pilaster mit Triglyphenkapitellen in drei Joche gegliedert. Der leicht eingezogene Chor wird von einer Stichkappentonne gedeckt und ist dreiseitig geschlossen. 

## Stuck
Der Stuckdekor wurde 1724 von Jacopo Appiani geschaffen. Die Decken im Chor und im Langhaus sind von Laub- und Bandelwerkstuck überzogen, die Deckenmalereien werden von aufwändigen Stuckrahmen eingefasst. Die Wände sind mit stuckierten Vasen verziert, die Fenster werden von Rocailleornamenten gerahmt. Die Stichkappen im Chor ruhen auf Konsolen mit schwebenden Engeln, die Draperien halten. In den beiden Stuckkartuschen am Chorbogen sind die Wappen des Fürstenfelder Abtes Liebhard Kellerer und des Hofmarkrichters Georg Rott zu erkennen. Die Stuckreliefs in der Laibung des Chorbogens werden als Anspielung auf das Wappen des Abtes Liebhard Kellerer gedeutet. Das flache Stuckrelief an der Unterseite der Orgelempore soll das Paradies darstellen.

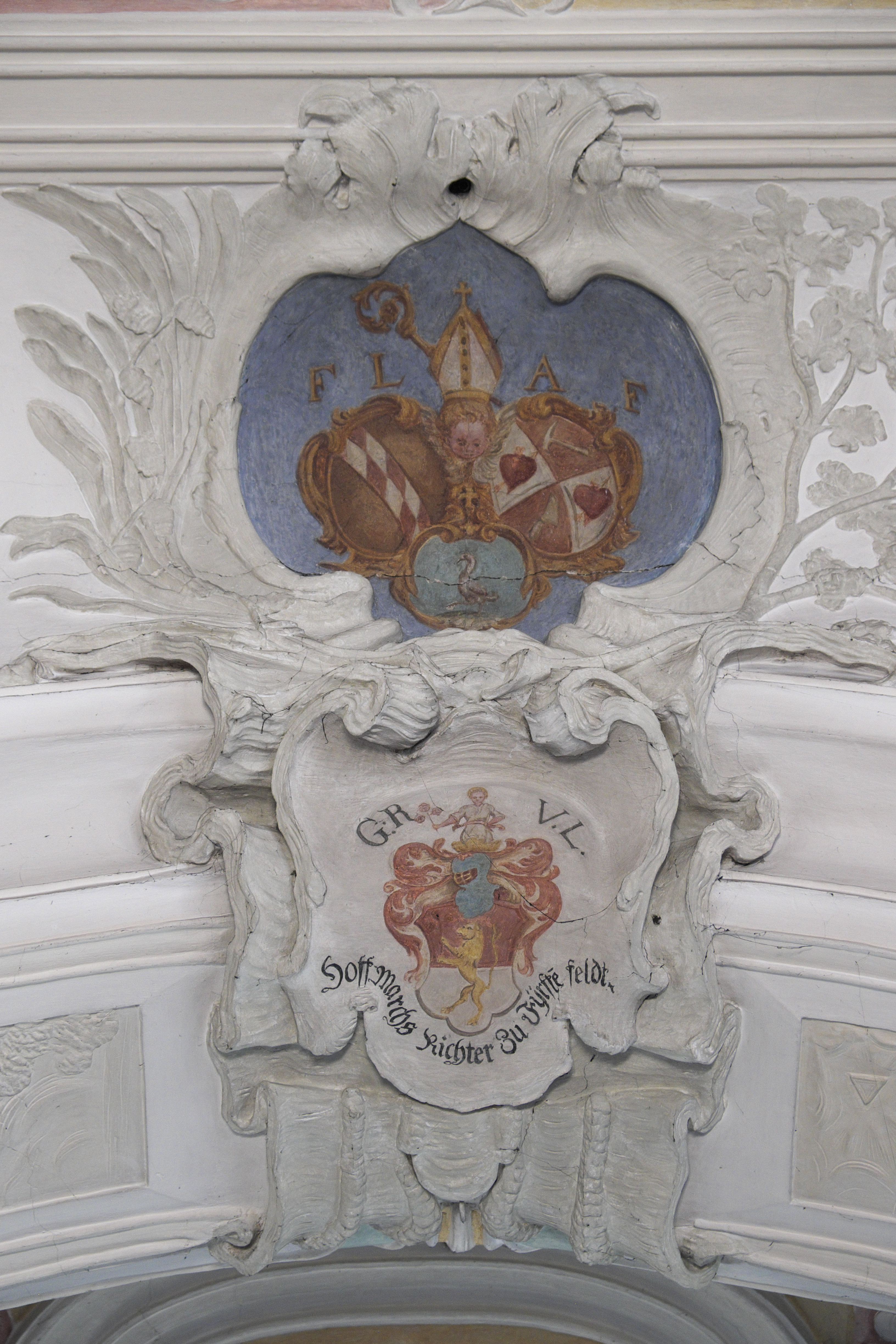
Wappenkartusche am Chorbogen
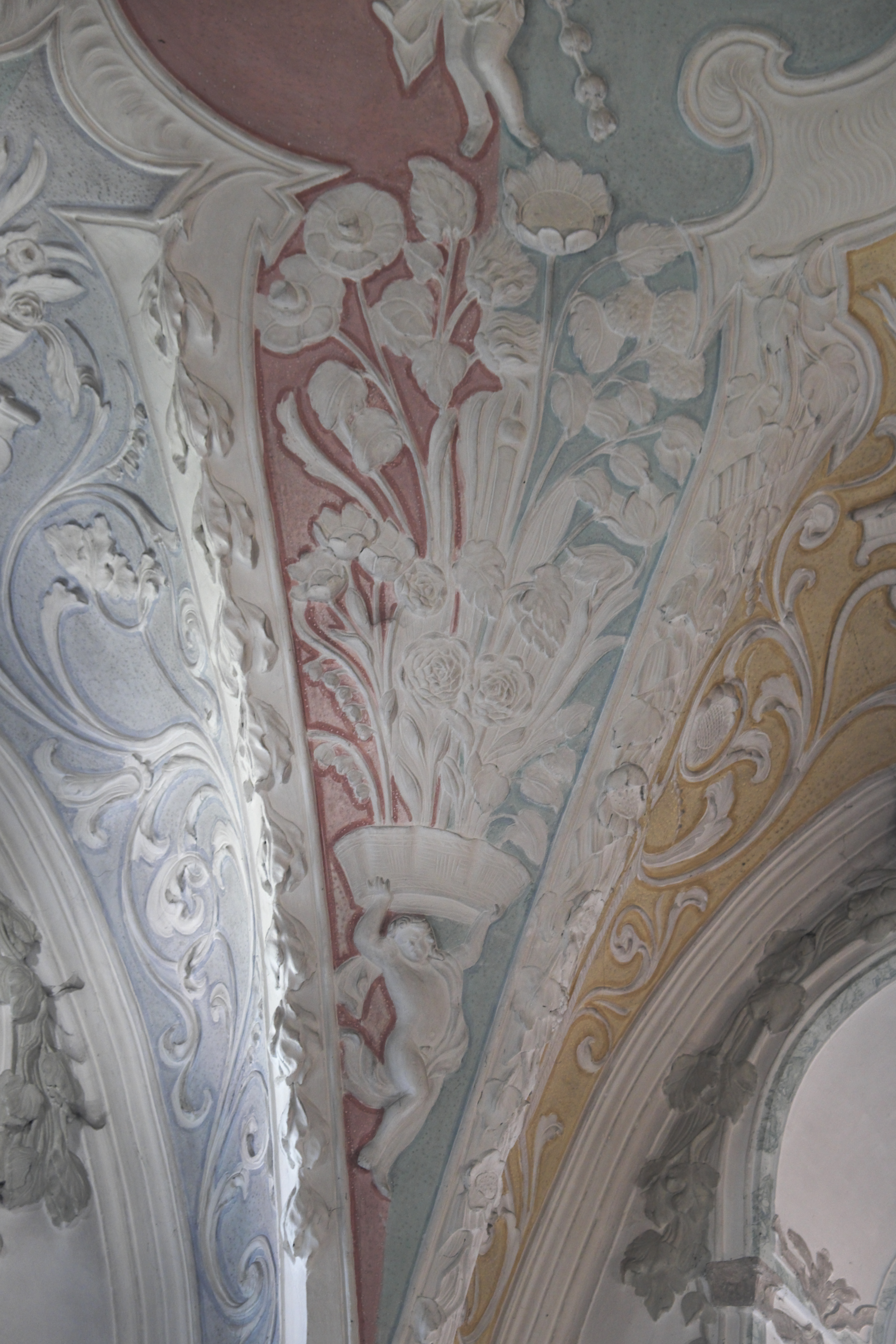
Deckenstuck im Chor
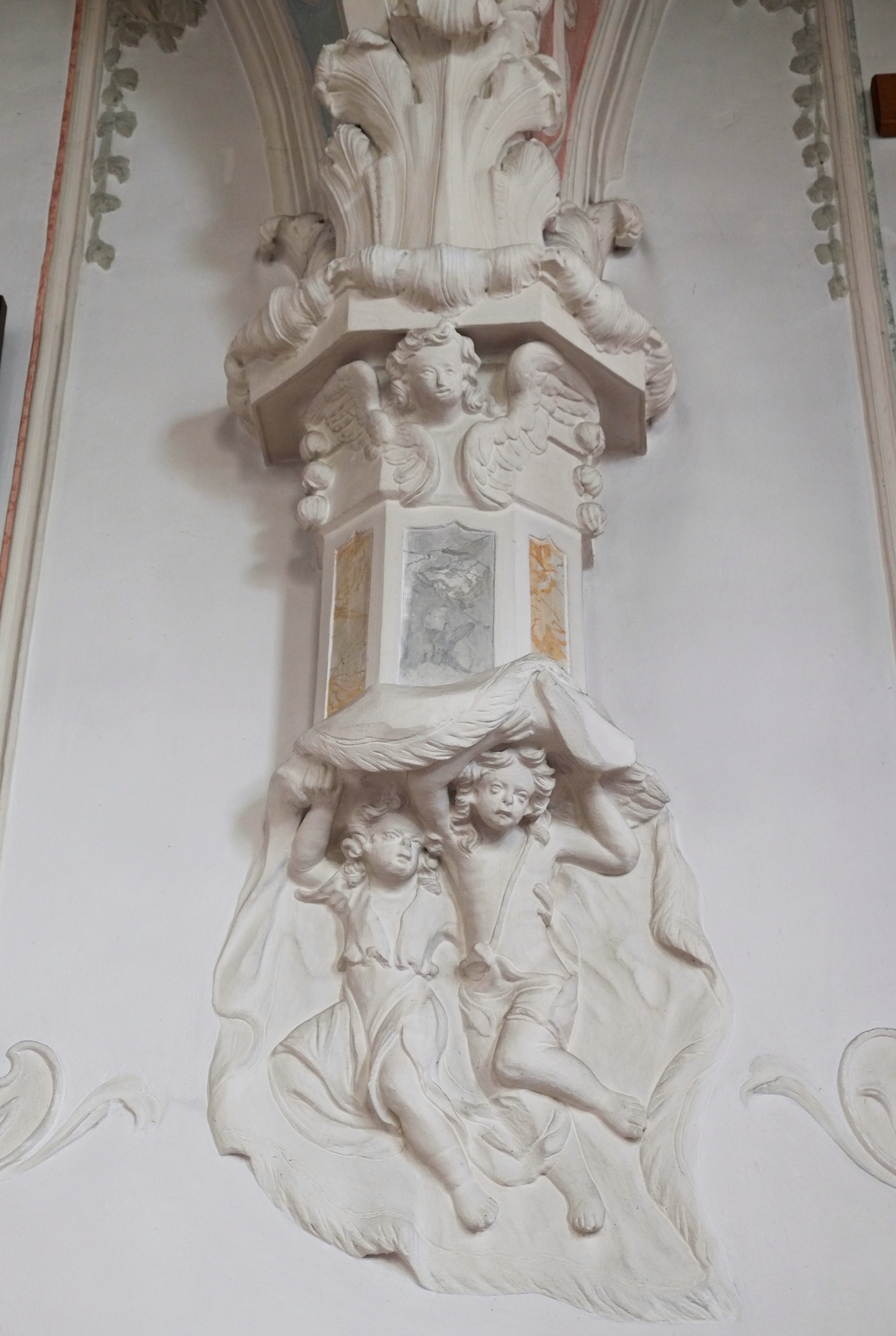
Konsole mit Engelsfiguren
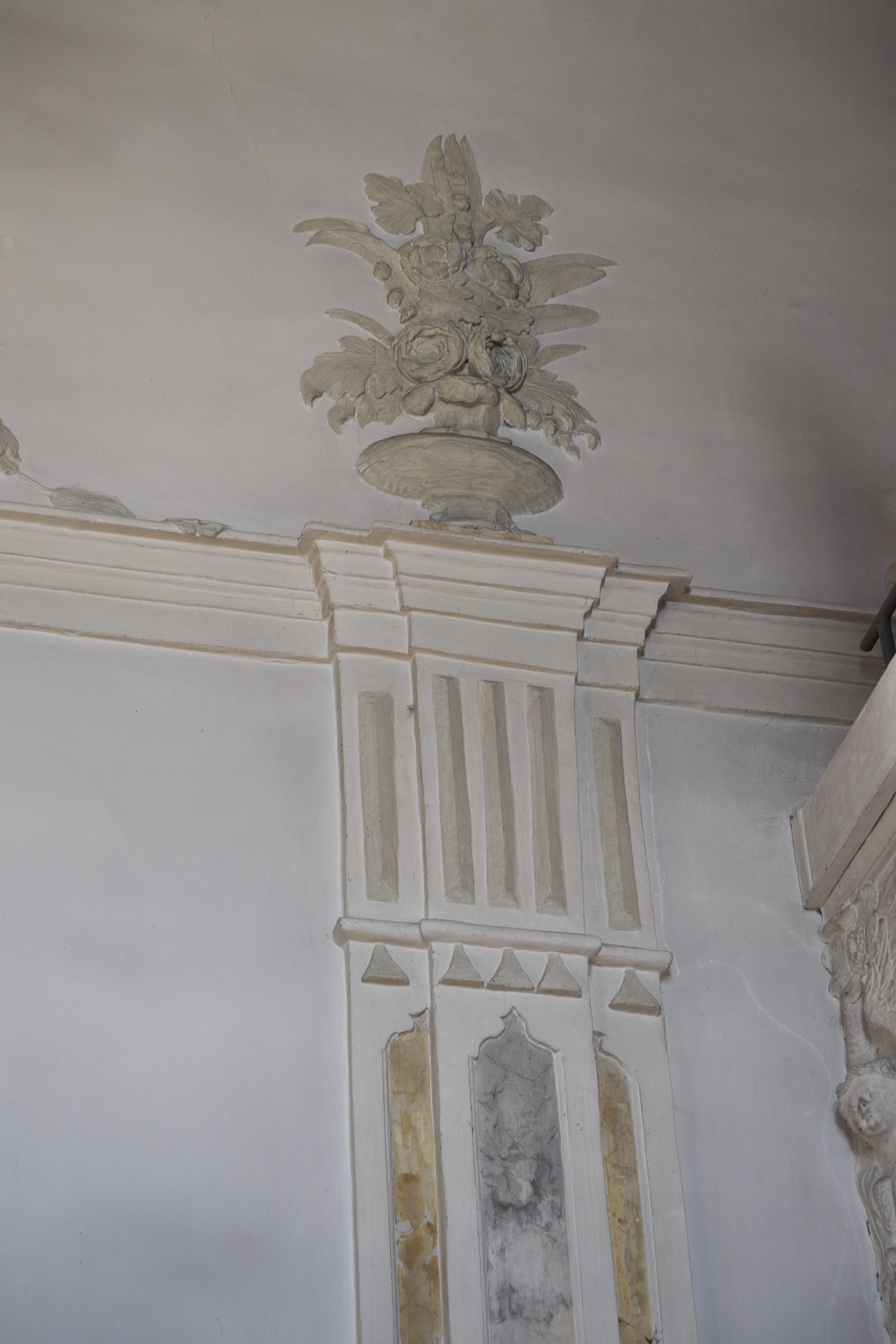
Pilaster mit Triglyphenkapitell, Stuckvase

## Deckengemälde
Die großen Deckenbilder im Chor und im Langhaus sind der seligen Edigna gewidmet. Die Darstellung der Aufnahme der seligen Edigna in den Himmel und die kleineren, ovalen Deckenbilder im Langhaus, die Bibelzitate und emblematische Darstellungen enthalten, stammen aus der Zeit um 1730 und werden dem Maler Joseph Krenauer zugeschrieben. Die beiden Emporenbilder, Jesus und die Samariterin und die Heilung der Tochter der kanaanäischen Frau, wurden zur gleichen Zeit vermutlich ebenfalls von Joseph Krenauer ausgeführt. Das Langhausgemälde wurde 1936 durch Michael Gottschalk erneuert. 

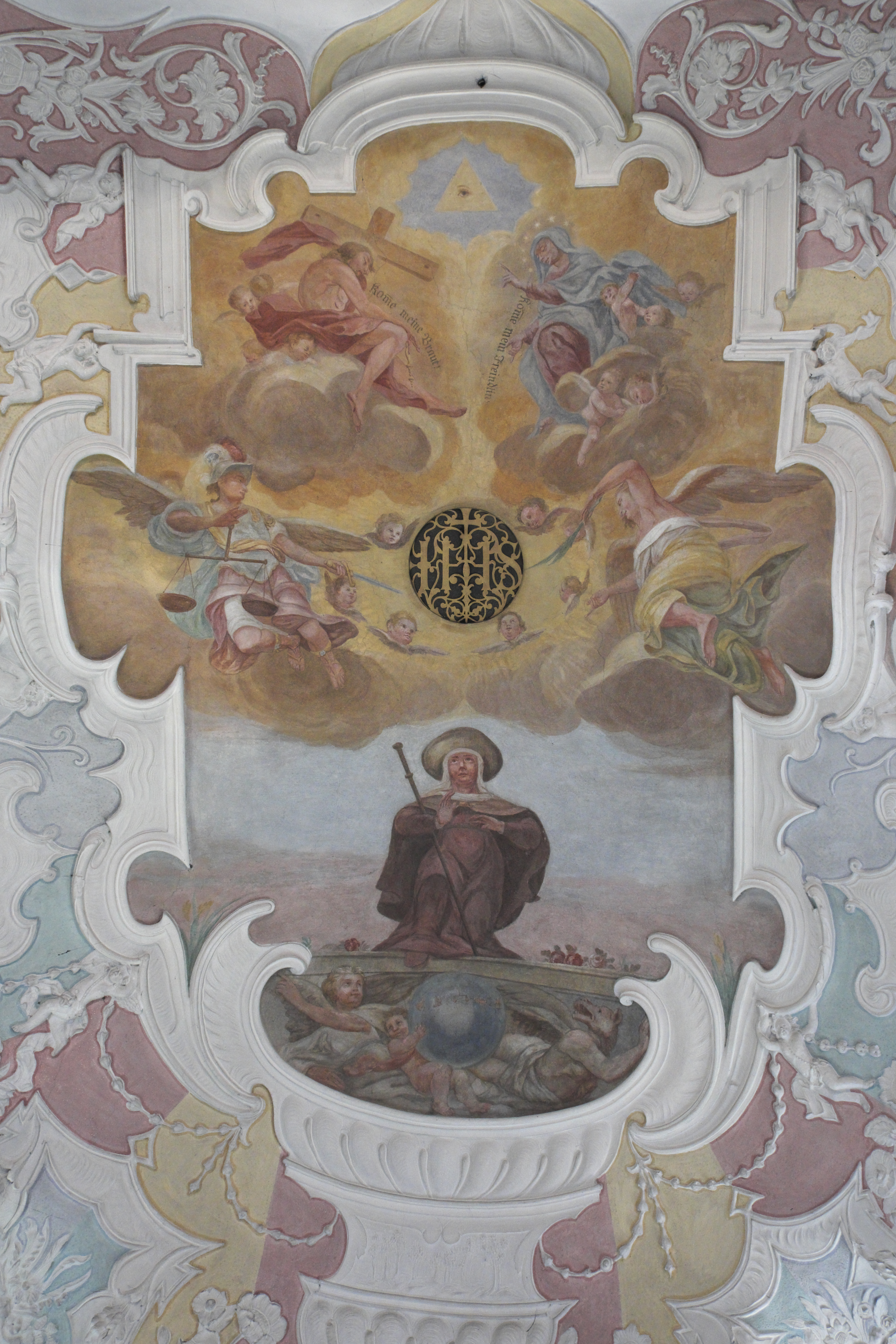
Deckengemälde im Chor
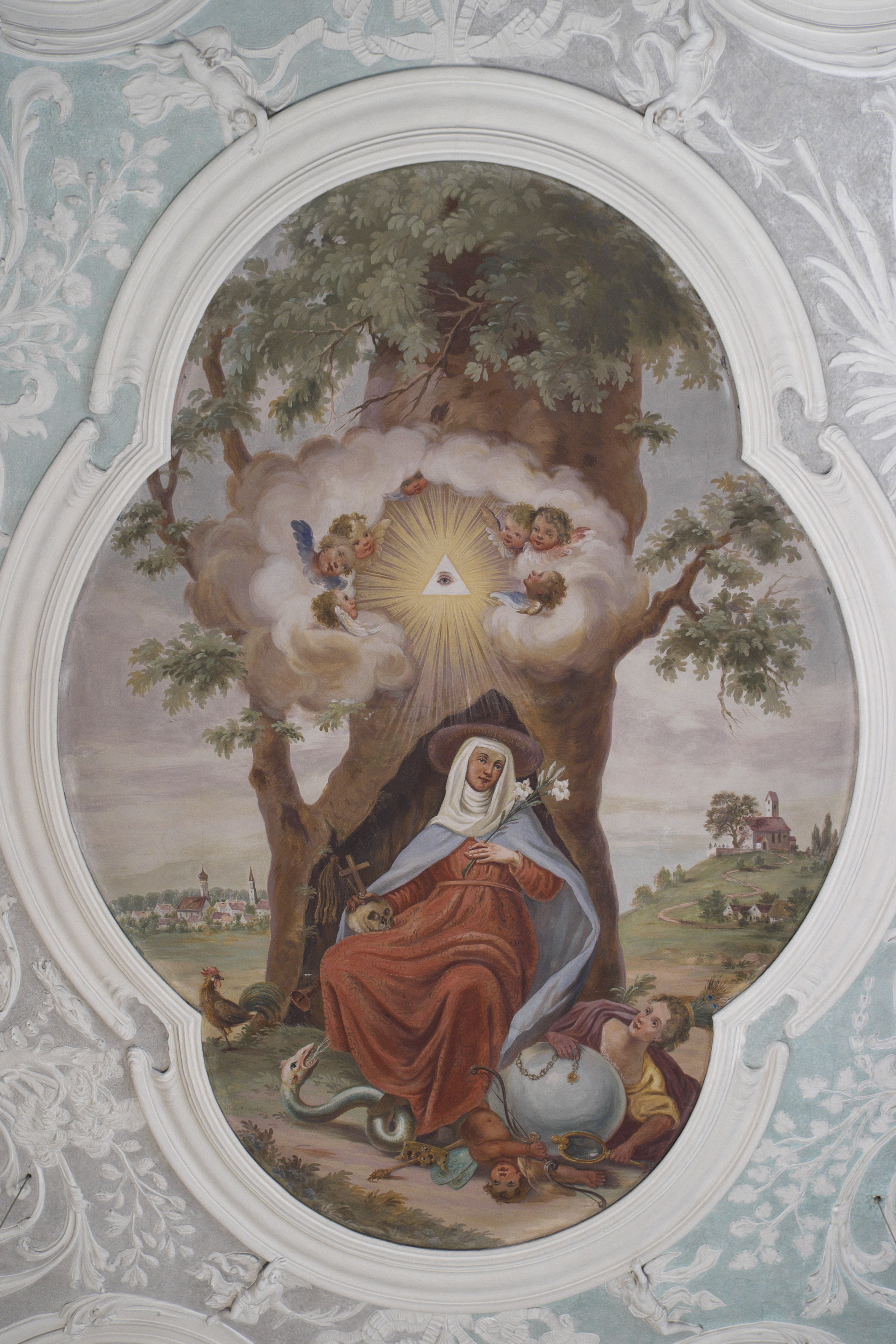
Deckengemälde im Langhaus
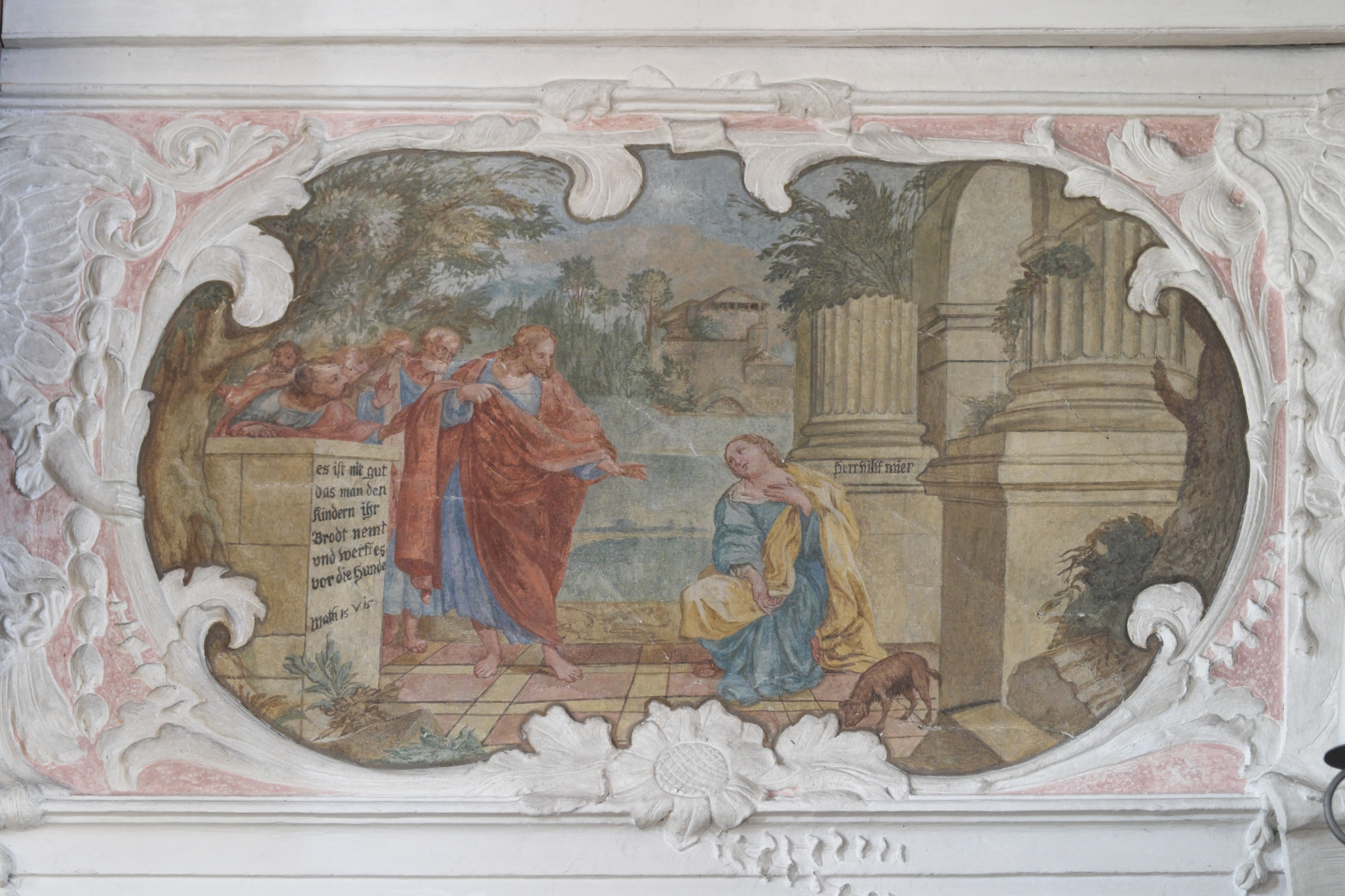
Heilung der Tochter der kanaanäischen Frau
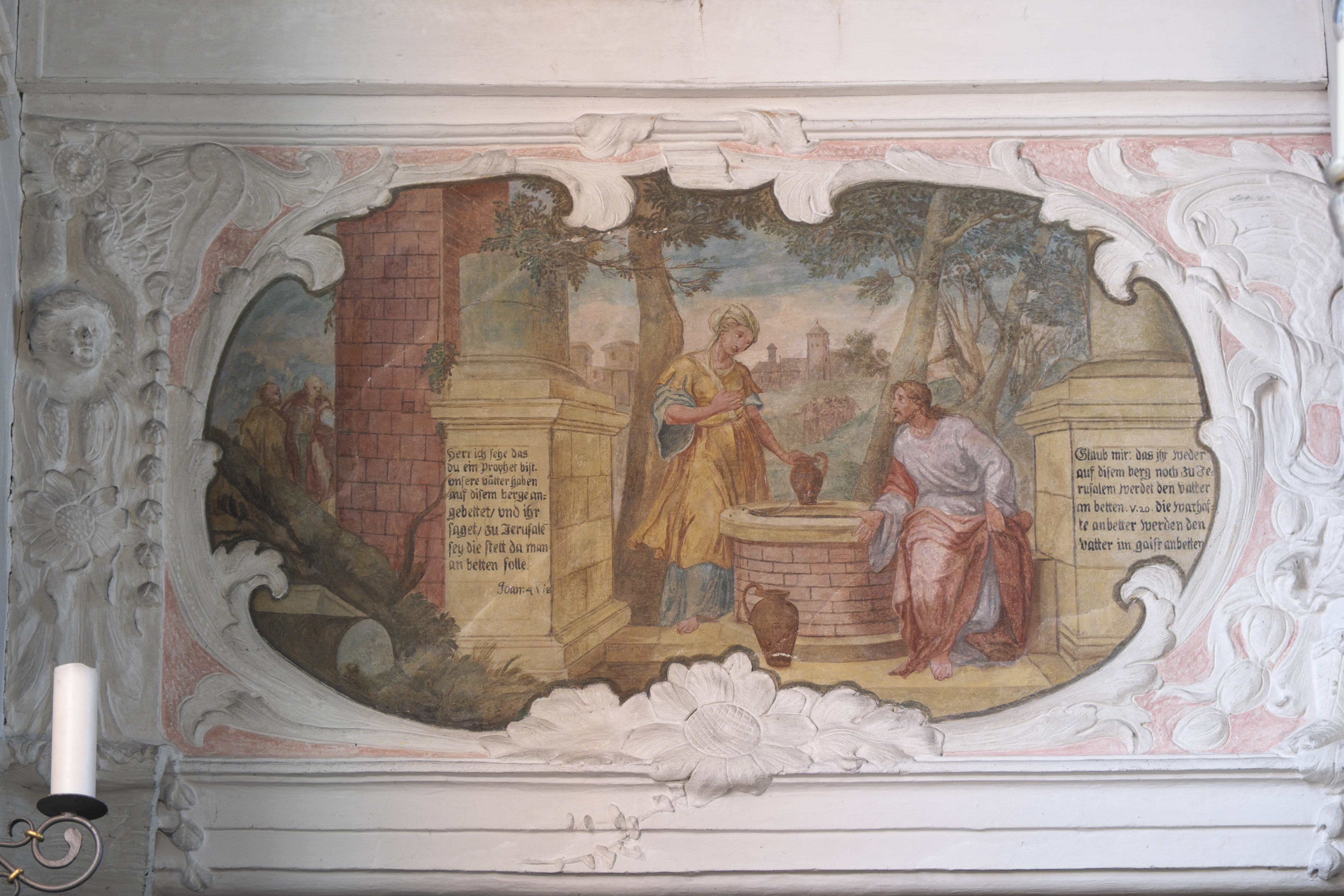
Jesus und die Samariterin

## Ausstattung

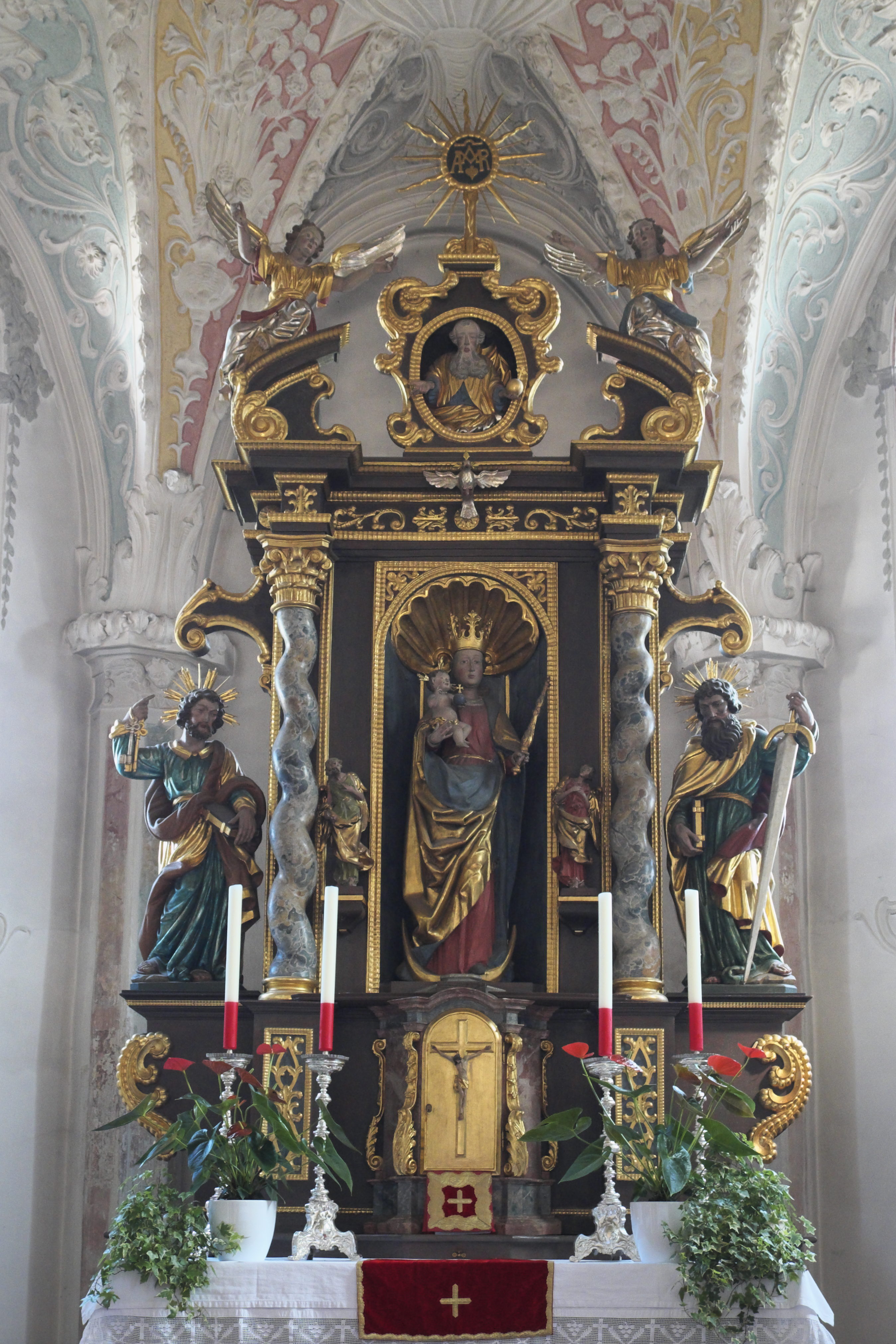
Hochaltar

- Der Hochaltar von 1867 wird flankiert von den Skulpturen der Apostel Petrus und Paulus. In der Mittelnische ist eine Madonna mit Kind, auf dem Halbmond stehend, dargestellt. Seitlich stehen die Statuetten der seligen Edigna und des heiligen Sebastian aus der ersten Hälfte des 18. Jahrhunderts.
- Die beiden Seitenaltäre stammen aus dem 19. Jahrhundert. Das Altarblatt des nördlichen Seitenaltars stellt die selige Edigna dar, auf dem südlichen Altarbild ist der heilige Sebastian dargestellt.
- Zahlreiche Votivbilder erinnern daran, dass nachdem im Jahr 1600 die Gebeine der seligen Edigna in einem Seitenaltar beigesetzt wurden, die Pucher Kirche zum Ziel einer Wallfahrt wurde.

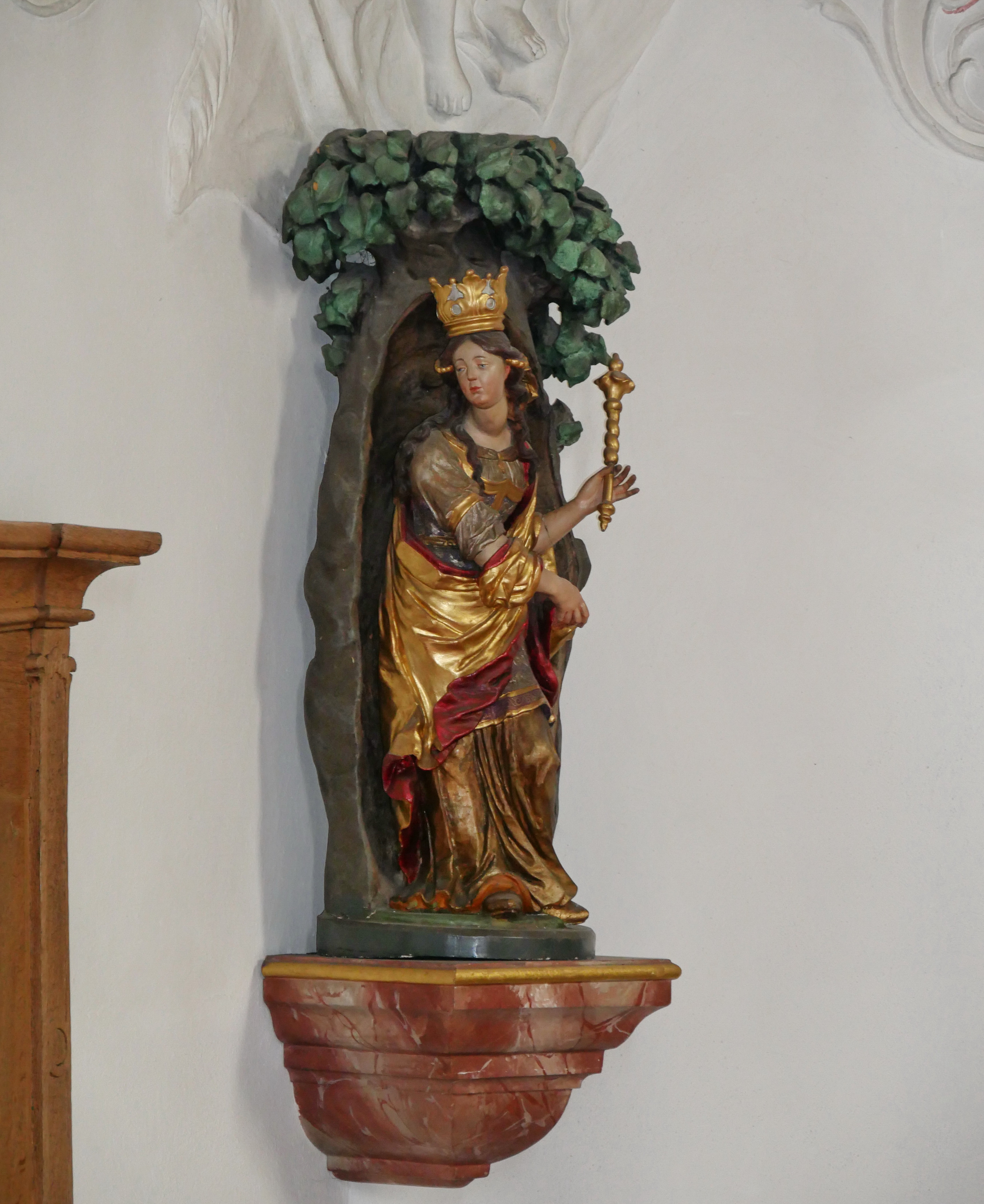
Selige Edigna
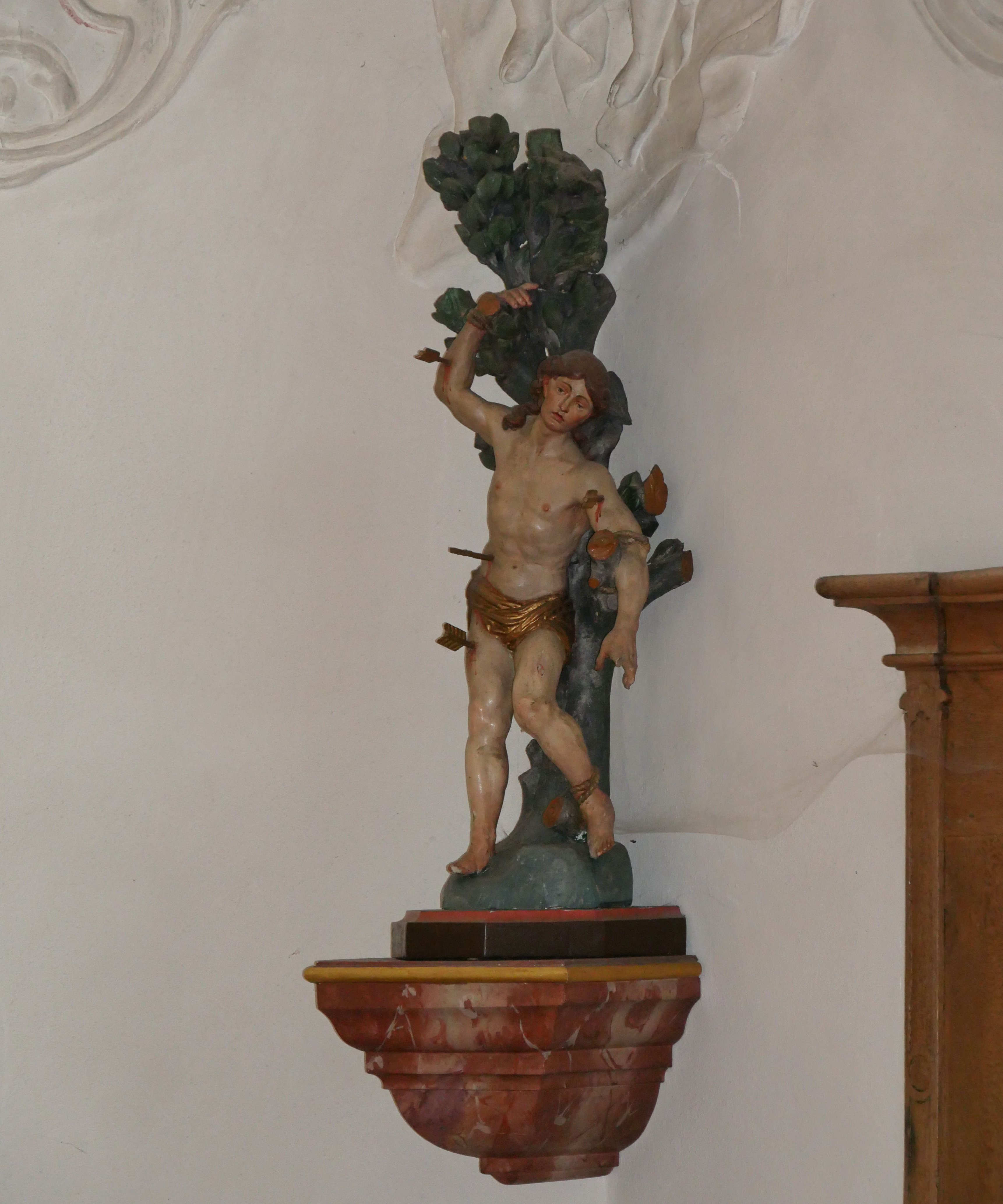
Heiliger Sebastian
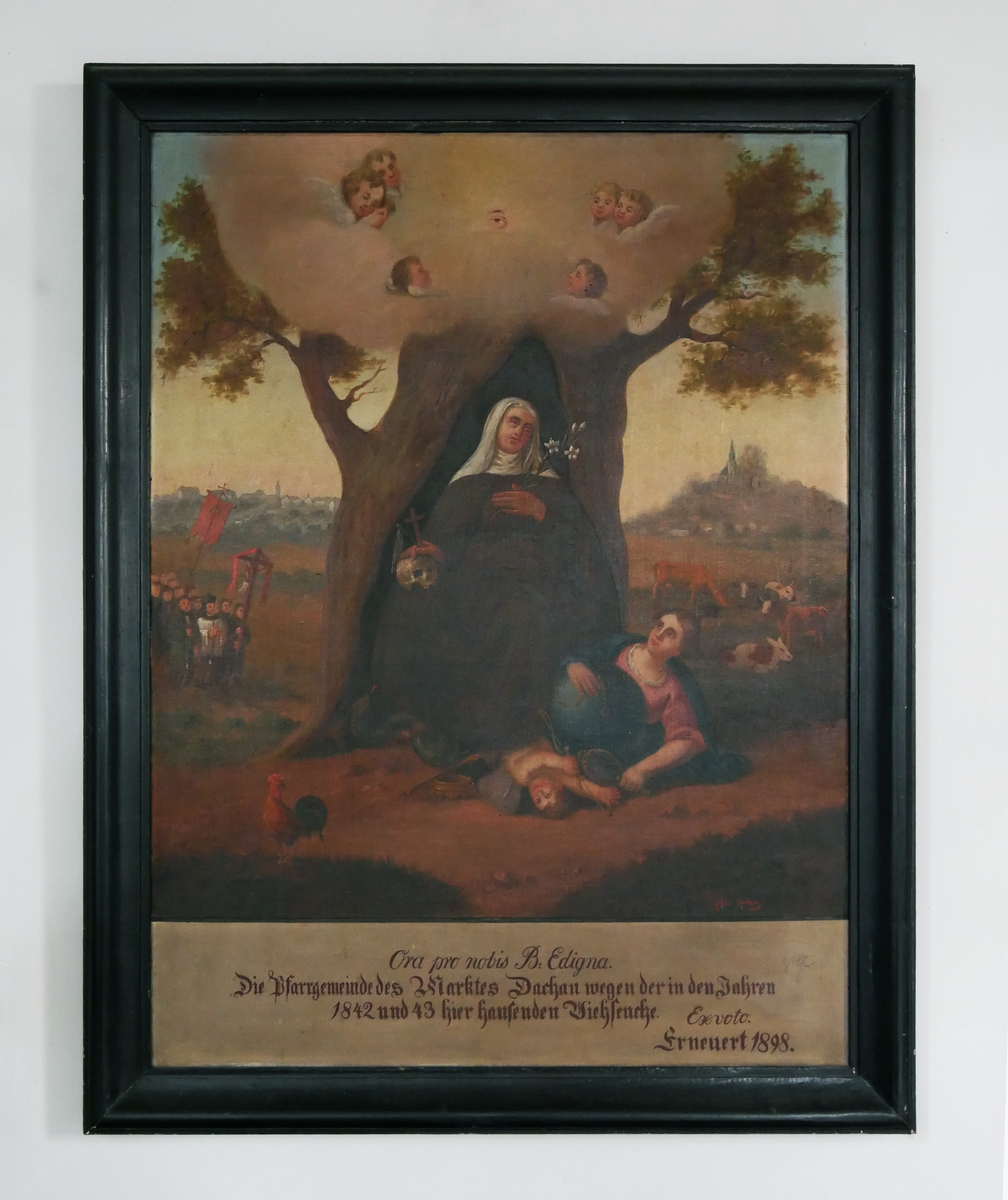
Votivbild, 1898 erneuert
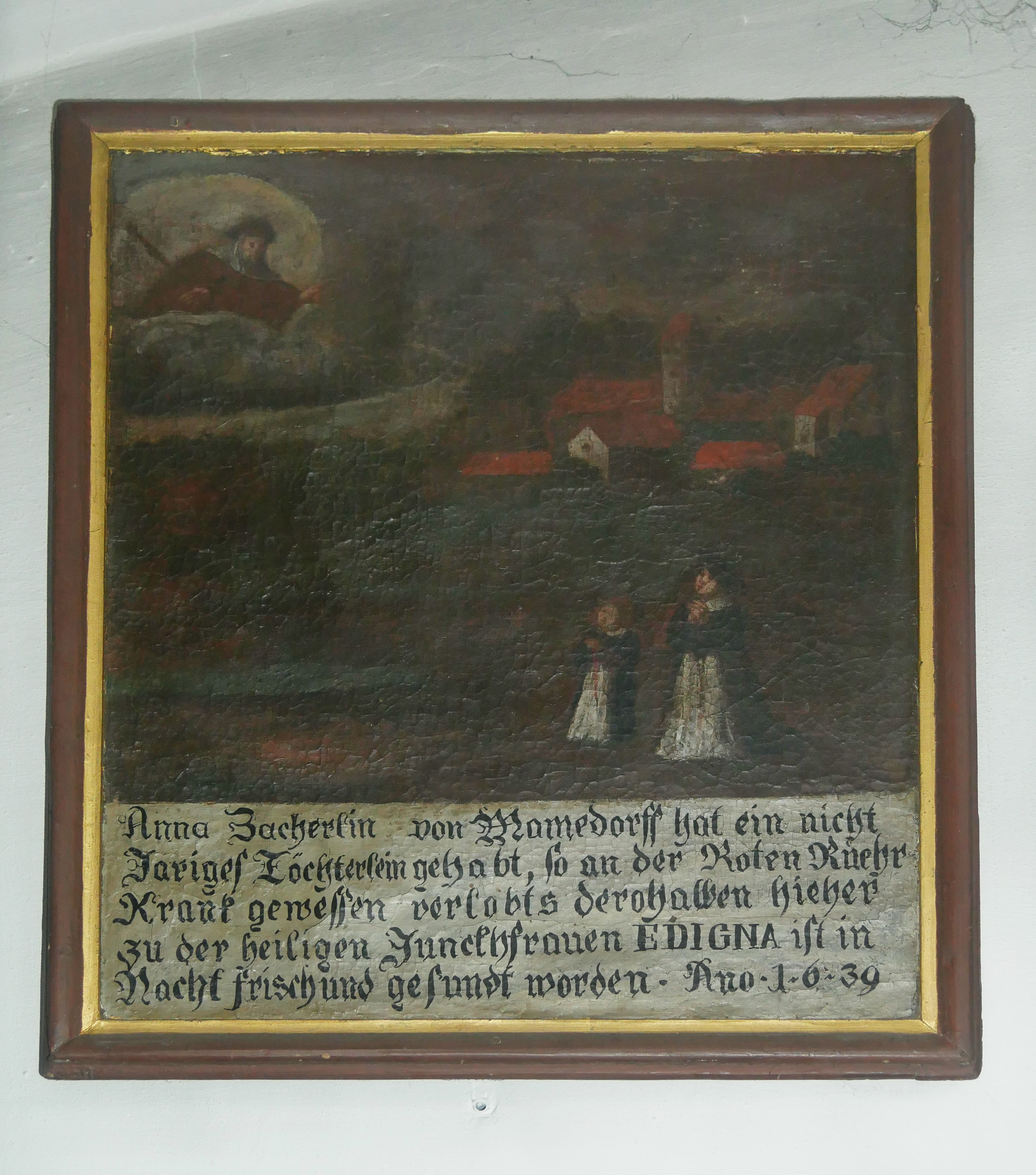
Votivbild von 1639